# Амній Аніцій Юліан
Амній Аніцій Юліан (*Amnius Anicius Julianus, д/н — після 329) — державний діяч Римської імперії.

## Життєпис
Походив з роду Аніціїв Фаустів. Старший син Марка Юнія Цезонія Нікомаха Аніція Фауста Пауліна, консула 298 року, і Амнії Деметріади.
У 300—303 роках Юліан був проконсулом провінції Африка. На цій посаді 302 року отримав рескрипт від імператора Діоклетіана, який наказав придушити повстання маніхеїв в Африці, обвинувачених в зв'язках з Державою Сасанідів.
У 326—329 роках Юліан обіймав посаду міського префекта Риму. 322 року стає консулом разом з Петронієм Пробіаном. Проте східний імператор Ліциній I не визнав цього призначення і на сході імперії було оголошено продовження попереднього консулату. Подальша доля невідома.
Луцій Аврелій Авіаній Сіммах називав його найбагатшим і найвпливовішим римлянином свого часу, присвятивши йому епіграму.

## Родина
Дружина — Цезонія Манілія, донька Луція Цезонія Руфініана Басса, консула-суфекта 280 і 284 року
Діти:
- Амній Маній Цезоній Нікомах Аніцій Паулін Гонорій, консул 334 року
- Марк Юній Цезонія Нікомах Аніцій Фауст Паулін